# Carlos García Quesada
Carlos García Quesada (La Zubia, Granada, 18 de abril de 1978) es un ex ciclista español, profesional entre 2001 y 2006, cuyo mayor éxito deportivo lo consiguió en la Vuelta a España donde, en la edición de 2005, logró una victoria de etapa.
En 2006, en el marco de la Operación Puerto, fue identificado por la Guardia Civil como cliente de la red de dopaje liderada por Eufemiano Fuentes, bajo los nombres en clave Carlos y Carlos García. Carlos García Quesada no fue sancionado por la Justicia española al no ser el dopaje un delito en España en ese momento, y tampoco recibió ninguna sanción deportiva al negarse el juez instructor del caso a facilitar a los organismos deportivos internacionales (AMA, UCI) las pruebas que demostrarían su implicación como cliente de la red de dopaje.
Se retiró en el año 2007 tras verse implicado en la Operación Puerto.
Su hermano menor, Adolfo (Fito) García Quesada también era ciclista.

## Palmarés
| 2003 - 1 etapa en la Vuelta a Burgos 2004 - Vuelta al Distrito de Santarém, más 1 etapa 2005 - 1 etapa en la Vuelta a España - Vuelta a Castilla y León y 2 etapas - 1 etapa de la Vuelta a Andalucía - Clásica de Ordizia | 2006 - Vuelta a Andalucía - 1 etapa en la Vuelta a Murcia |

## Resultados en Grandes Vueltas
| Carrera         | 2001 | 2002 | 2003 | 2004 | 2005 |
| --------------- | ---- | ---- | ---- | ---- | ---- |
| Giro de Italia  | Ret. | -    | 18º  | -    | -    |
| Tour de Francia | -    | -    | -    | -    | -    |
| Vuelta a España | -    | 19º  | 74.º | 5.º  | 5.º  |

## Equipos
- Comunidad Valenciana-Kelme (2004)
- Comunidad Valenciana-Elche (2005)
- Unibet.com (2006)